# Conductus
Conductus (latinski: vođen) je u glazbi jednoglasna ili višeglasna pjesma na latinskome jeziku u 12. i 13. stoljeću, osobito u francuskim školama gdje su bili razvijeni organum (Samostan svetog Marcijala u Limogesu) i ars antiqua (Notre-Dame u Parizu). Početkom 13. stoljeća conductus nije više vezan uz liturgiju, nego kao ozbilja umjetnosti klerika postaje duhovnom pjesmom nabožnoga, moralizatorskoga, političkog i satiričkog sadržaja ili prigodnom pjesmom koja je pratila različite službene čine i svečanosti. Melodija temeljnoga glasa (cantus firmus) skladana je izvorno, a ritmički je protok homofon (svi glasovi pjevaju simultano isti tekst). Od 14. stoljeća conductus nasljeđuju motet, cantio i druge srodne forme.